# Richie Woodhall
Richard James „Richie“ Woodhall (* 17. April 1968 in Tamworth) ist ein ehemaliger britischer Profiboxer und ehemaliger Weltmeister der WBC im Supermittelgewicht.

## Amateurkarriere
Richie Woodhall wurde in Tamworth bei Birmingham geboren und trainierte im Telford Amateur Boxing Club in den West Midlands. Er bestritt seine Amateurkarriere im Halbmittelgewicht und qualifizierte sich für die 24. Olympischen Sommerspiele in Seoul. Dafür hatte er in Testturnieren unter anderem Marcel Yman aus Schweden 5:0, den National Golden Gloves-Champion Ray McElroy aus den USA 5:0 und Raymond Downey aus Kanada 4:1 geschlagen. Bei den Spielen selbst, gewann er in der Vorrunde gegen Desmond Williams aus Sierra Leone 5:0, im Achtelfinale gegen Apolinário de Silveira aus Angola 5:0 und im Viertelfinale gegen Rey Rivera aus Puerto Rico 5:0. Erst im Halbfinale unterlag er Roy Jones junior aus den USA 0:5 und schied somit mit einer Bronzemedaille aus den Spielen aus.
1989 nahm er an den 5. Weltmeisterschaften in Moskau teil, wo er im Achtelfinale den Kubaner José Luis Hernández 24:17 besiegte, jedoch im Viertelfinale gegen Rudel Obreja aus Rumänien 8:21 unterlag. 1990 gewann er die Goldmedaille bei den 14. Commonwealth Games in Auckland. Dabei schlug er den zweifachen Olympiateilnehmer Rival Cadeau von den Seychellen 4:1, den Olympiateilnehmer Sililo Figota aus Samoa 5:0 und erneut Raymond Downey aus Kanada 4:1.

## Profikarriere
Woodhall wechselte 1990 ins Profilager und gewann 21 Kämpfe in Folge, davon 13 vorzeitig. Am 26. März 1992 gewann er durch K. o. in der ersten Runde gegen den Australischen Meister Vito Gaudiosi (Bilanz: 12-3), den Commonwealth-Meistertitel im Mittelgewicht. Neben vier erfolgreichen Titelverteidigungen, schlug er am 1. März 1994 auch den US-Amerikaner Heath Todd (23-3) durch t.K.o. in der siebenten Runde.
Am 22. Februar 1995 wurde er Europameister der EBU im Mittelgewicht; er besiegte dabei den späteren WBU- und WBA-Weltmeister Silvio Branco (24-1) durch t.K.o. in der neunten Runde. Am 25. Oktober 1995 verteidigte er den Titel einstimmig nach Punkten gegen den ungeschlagenen Zdravko Kostić (19-0) aus Montenegro und am 31. Januar 1996 durch t.K.o. in der zehnten Runde gegen Derek Wormald (20-1).
Beim Kampf um die WBC-Weltmeisterschaft am 19. Oktober 1996 in Maryland, USA, unterlag er vorzeitig in der zwölften Runde dem Titelträger Keith Holmes (29-1). Dafür gewann er am 27. März 1998 den WBC-Weltmeistertitel in der nächsthöheren Gewichtsklasse, dem Supermittelgewicht, durch einen einstimmigen Punktesieg gegen Thulani Malinga (42-10). Im September 1998 gewann er nach Punkten gegen den späteren WBC-Weltmeister Glenn Catley (22-2) und im Februar 1999 durch t.K.o. in der sechsten Runde gegen Ex-WBC-Weltmeister Vincenzo Nardiello (33-6).
In seiner dritten Titelverteidigung am 23. Oktober 1999 gegen Markus Beyer (16-0), unterlag Woodhall einstimmig nach Punkten. Zudem musste er gegen seinen deutschen Kontrahenten dreimal zu Boden. Nach einem vorzeitigen Sieg gegen Errol McDonald (29-9), boxte er am 16. Dezember 2000 gegen Joe Calzaghe (29-0) um die WBO-Weltmeisterschaft im Supermittelgewicht, verlor jedoch durch t.K.o. in der zehnten Runde.

## Sonstiges
Nach seiner Boxkarriere arbeitete er als Sportkommentator unter anderem für BBC und Setanta Sports. Als Double von Brad Pitt, übernahm er eine Kampfszene im Film Snatch – Schweine und Diamanten. Zudem hatte er mehrere Auftritte in englischen TV-Produktionen.
Er ist Inhaber des Box-A Circuit Gym in Amblecote.